# Biografielijst Bw

## Bwa
- Joe Bwalya (1972), Zambiaans voetballer
- Kalusha Bwalya (1963), Zambiaans voetballer en voetbalcoach